# Jean-François Raffaëlli

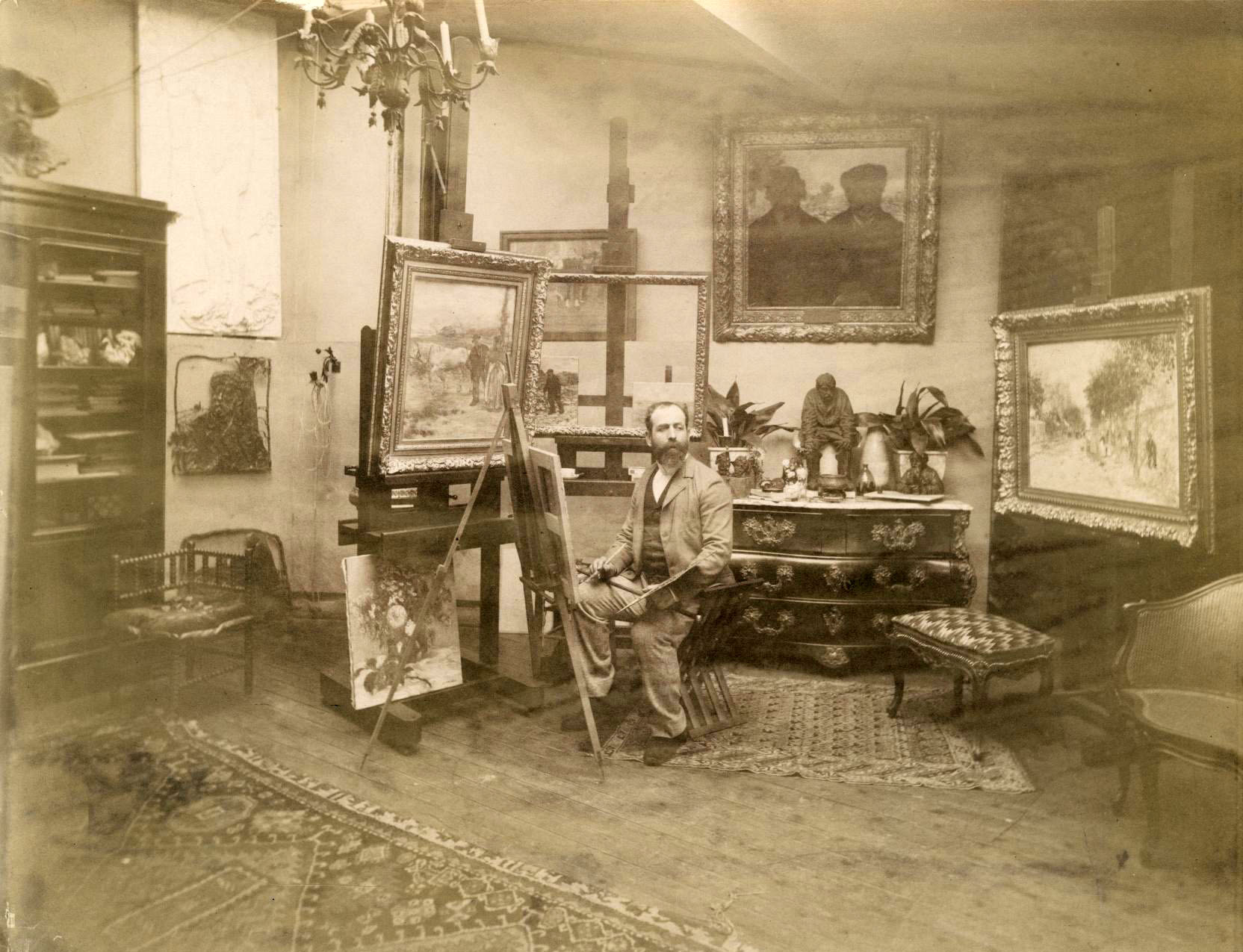
Jean-François Raffaëlli in seinem Pariser Atelier.

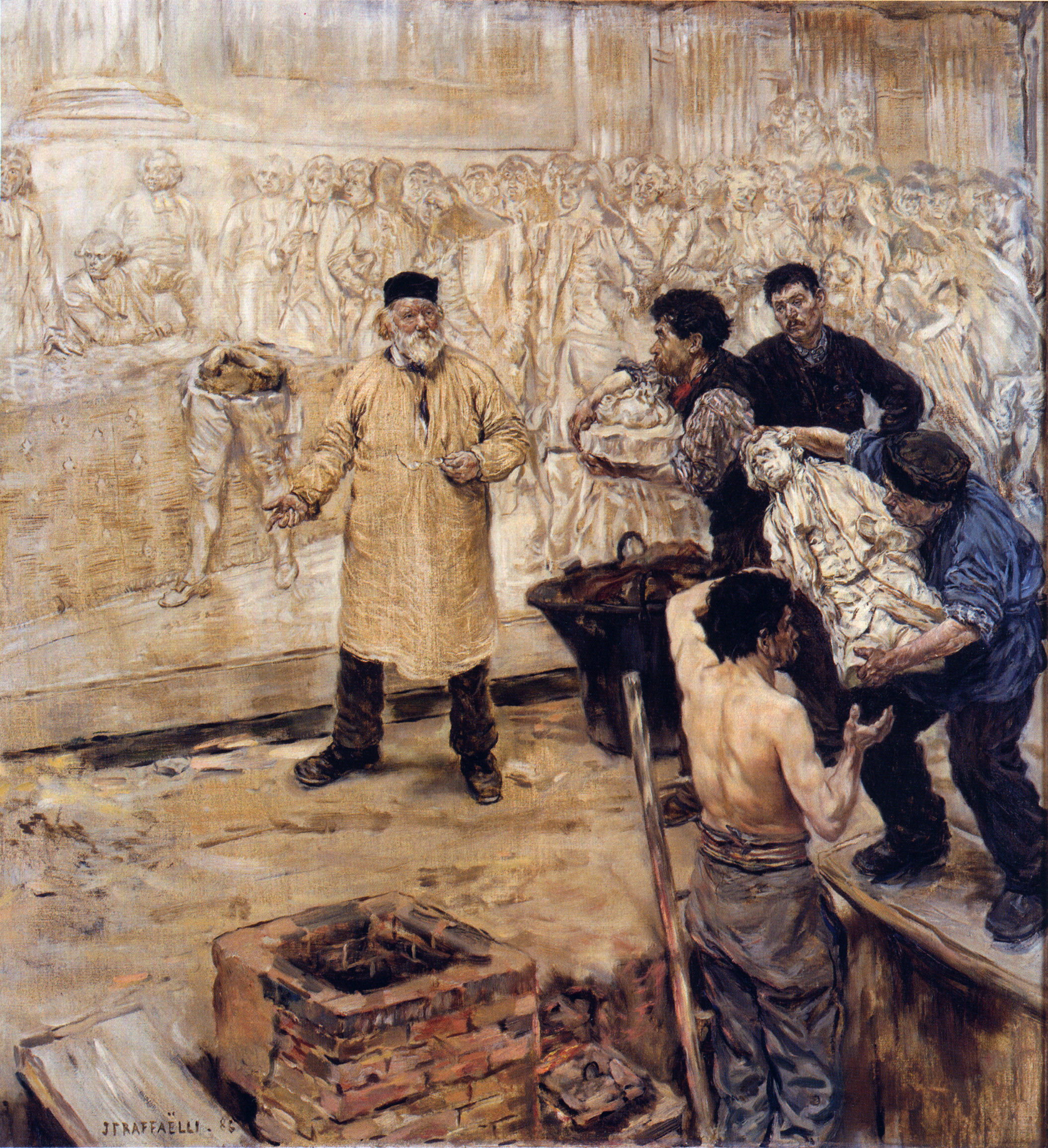
Chez le fondeur, Jean-François Raffaëlli

Jean-François Raffaëlli (* 20. April 1850 in Paris; † 11. Februar 1924 ebenda) war ein französischer Maler des Realismus, Bildhauer und Drucker, Schauspieler sowie Autor.

## Leben
Raffaëlli stammte aus einer Familie italienischer Abstammung und wuchs in Paris auf. Zunächst zeigte er großes ein Interesse an Musik und Theater und war in diesen Bereichen tätig, bevor er sich der Malerei zuwendete. Raffaëlli war ein Schüler des französischen Historienmaler und Bildhauer Gérôme in der École des beaux-arts in Paris. Raffaëlli war ab 1870 am Salon de Paris tätig. Neben der Widmung zu klassischer Landschaftsmalerei, stellte er in erster Linie in seinen Gemälden und Zeichnungen, Szenen aus den Pariser Vororten, Straßenszenen und Porträts zu bekannten Persönlichkeiten dar, sowie unter anderem zu Georges Clemenceau in einer Wahlversammlung.
Am Rande von Paris lebte und arbeitete er auch eine Zeitlang in Meudon. Nach 1890 verlagerte Raffaëlli den Schwerpunkt seiner Arbeit aus den Vororten von Paris in die Stadt selbst. Er schuf eine ganze eine Reihe von Skulpturen, von denen viele heute nur noch durch Fotografien bekannt sind. Des Weiteren fertigte er auch Kupferstiche zu vielen Pariser Örtlichen, wie unter anderem zur Kathedrale Notre-Dame de Paris und zum Hôtel des Invalides. In den späteren Jahren seines Lebens, beschäftigte er sich auch mit farbigen Drucktechniken wie dem Siebdruck.
Jean-François Raffaëlli starb am 11. Februar 1924 in Paris und fand seine letzte Ruhestätte auf dem Friedhof Père-Lachaise (23. Division).

## Ehrungen
- 1889 Ritter der Ehrenlegion
- Die Rue Raffaëlli in Paris (16. Arrondissement) wurde 1929 ihm zu Ehren benannt

## Schriften (Auswahl)
- Catalogue illustré des œuvres de Jean-François Raffaëlli. Exposées 28 bis, avenue de l'Opéra, du 15 mars au 15 avril 1884. Selbstverlag, Paris 1884[1]
- Le Laid, l'intimité, la sensation et le caractère dans l'art. Une bibliothèque des dessins, conférence au palais des Beaux-Arts de Bruxelles, au Salon annuel des XX, le 7 février 1885. Imprimerie de S. Lejay, Poissy um 1886.
- Mes promenades au Musée du Louvre. Éditions d'art et de littérature, Paris 1913 (Vorwort von Maurice Barrès)[2]
- Pierre Michel (Hrsg.): Correspondance Jean-François Raffaëlli – Octave Mirbeau. Imprimerie du Lérot, Tusson 1993.

## Galerie

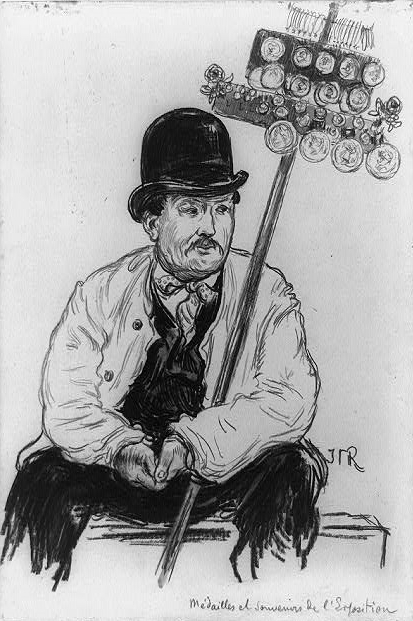
Medaillen und Erinnerungsstücke aus der Kunstausstellung" von Jean-François Raffaëlli
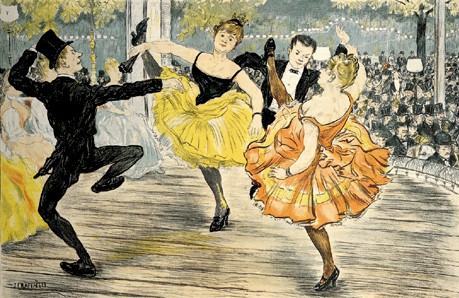
Naturwissenschaftler beim Quadrille-Tanz im Espace Cardin, Café des Botschafters
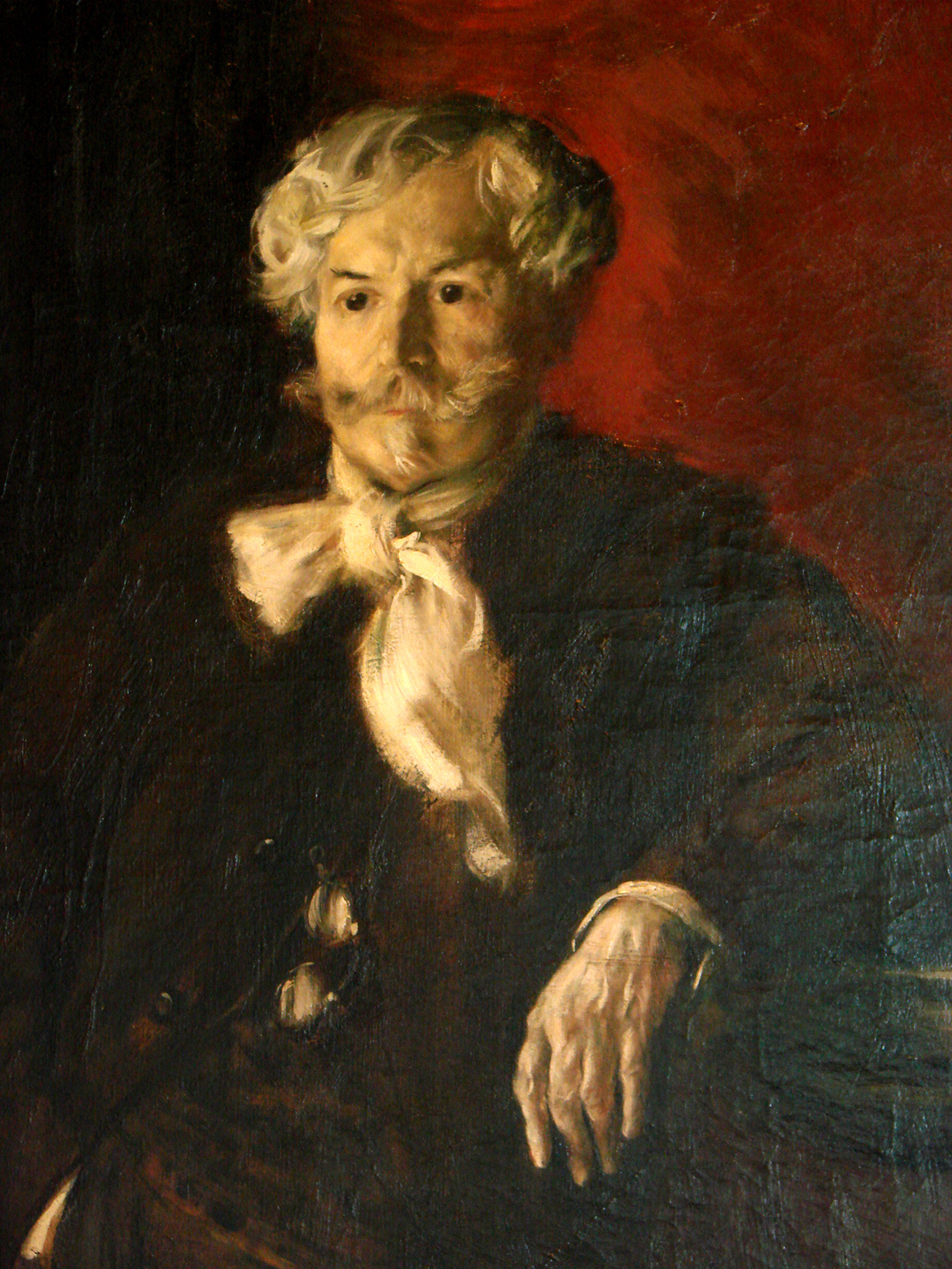
Porträt zu Edmond de Goncourt im Musée des Beaux-Arts de Nancy
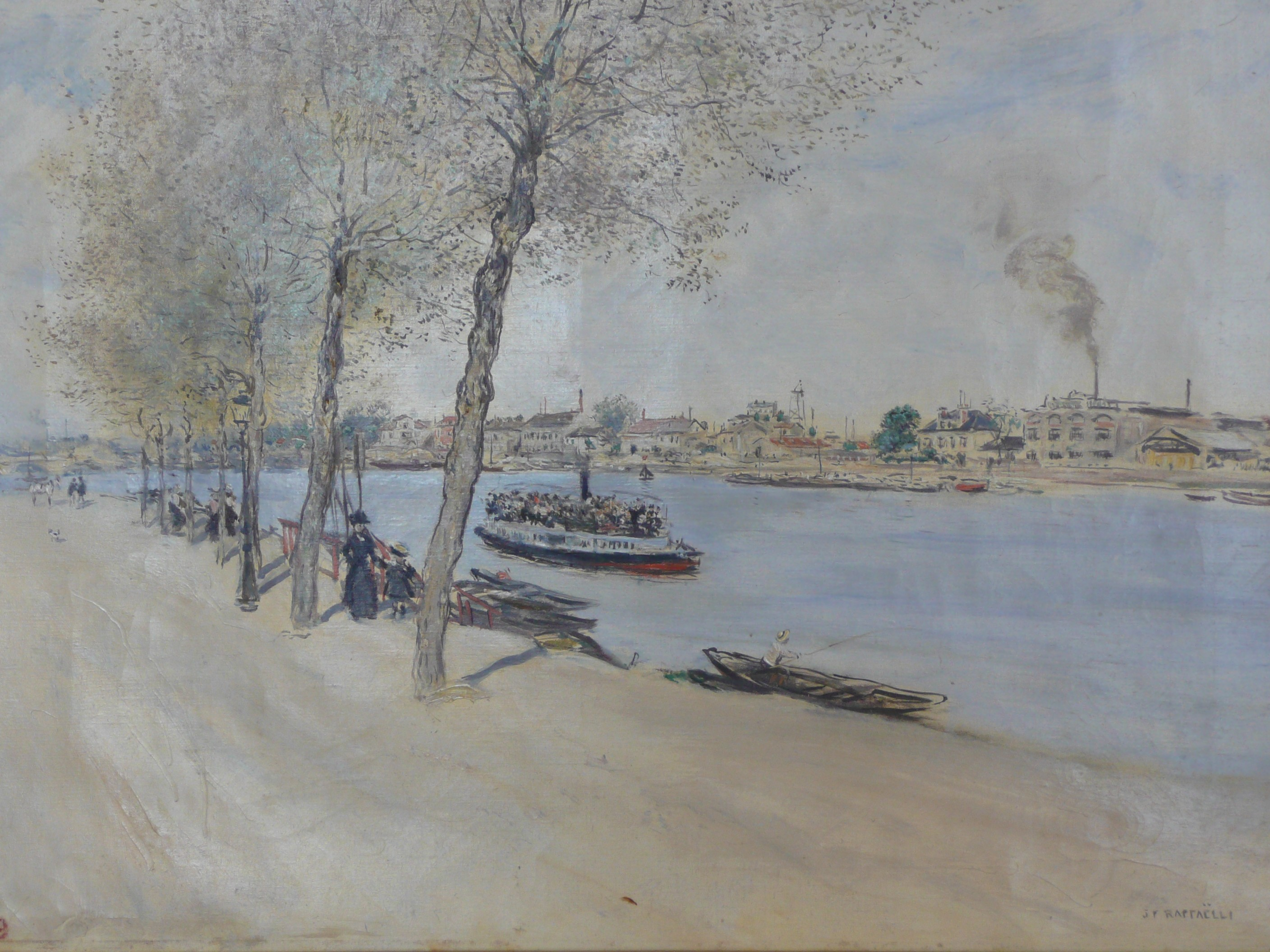
Wasserfront im Frühjahr 1909, im Musée des Beaux-Arts de Nice.
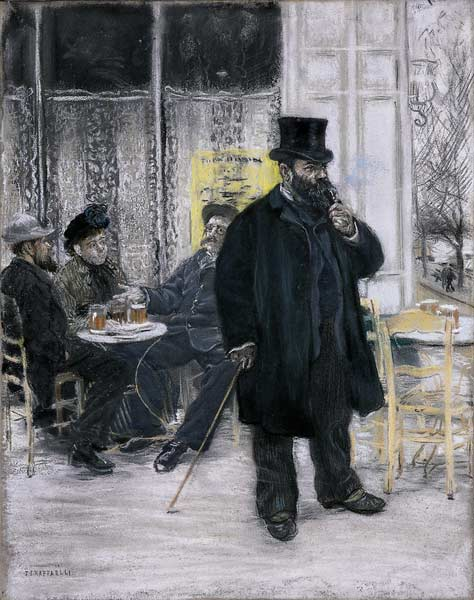
Bohèmes au Café, 1886 im Musée des Beaux-Arts de Bordeaux
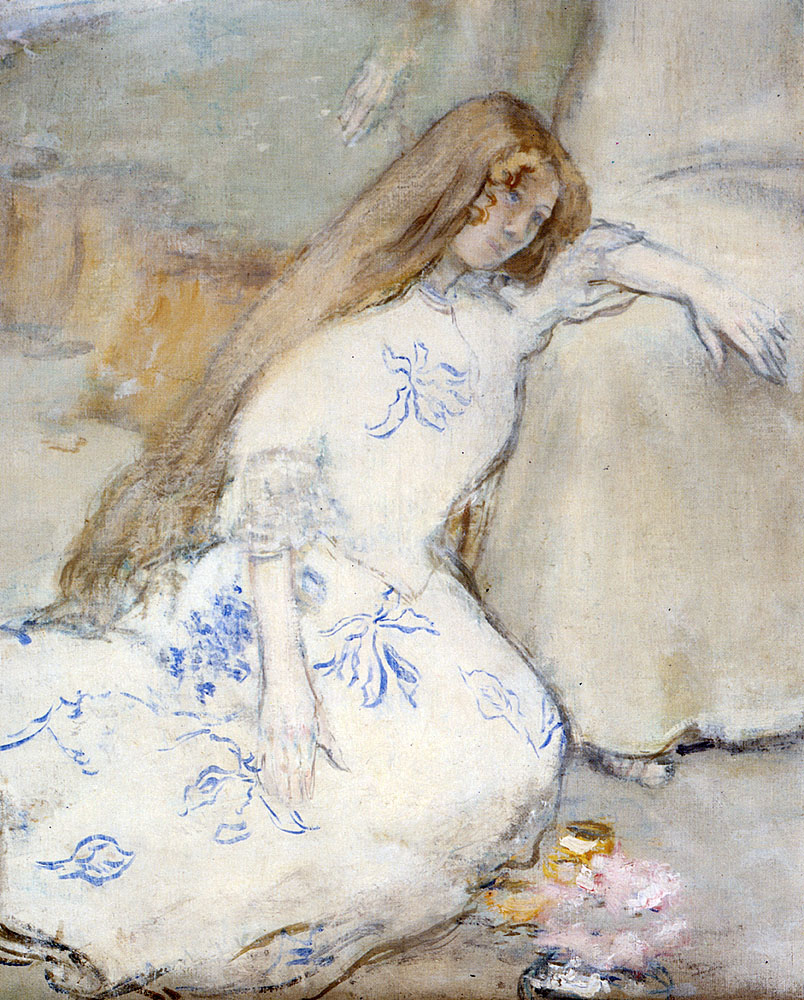
Ein junges Mädchen ruht, 1900
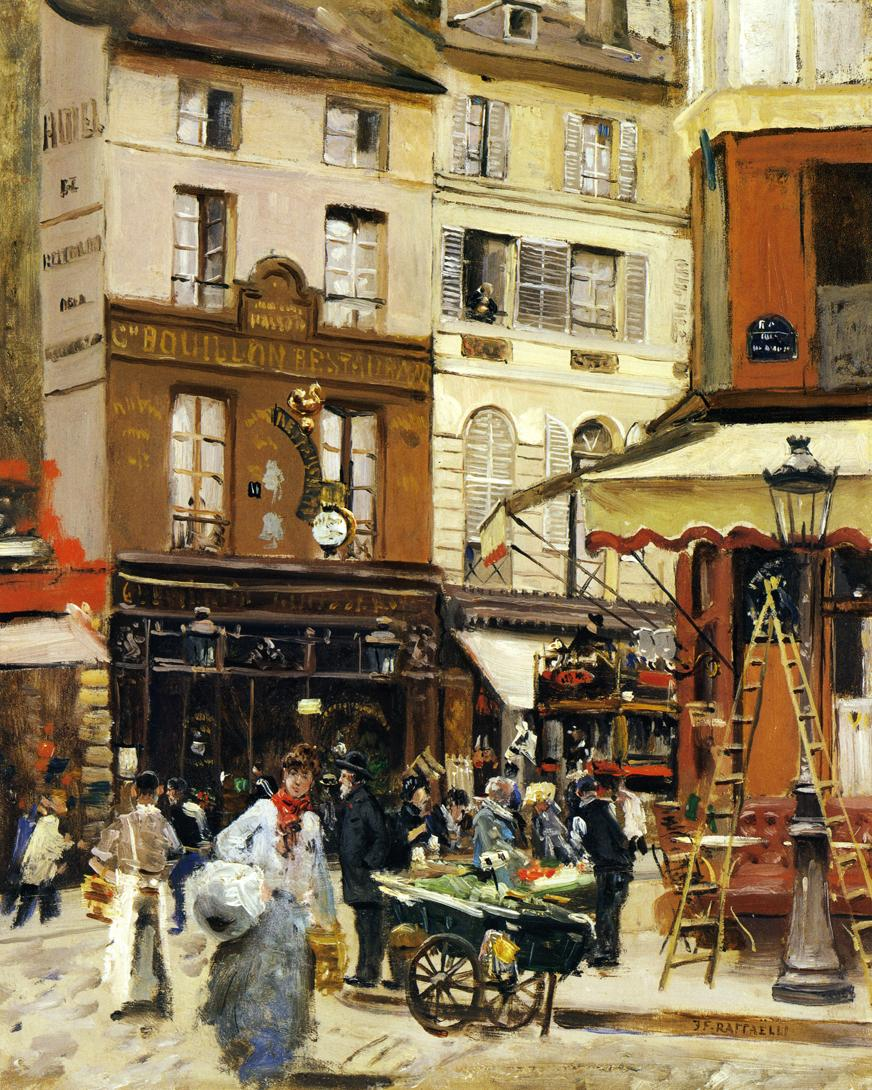
Rue-de-Montmartre, 1900
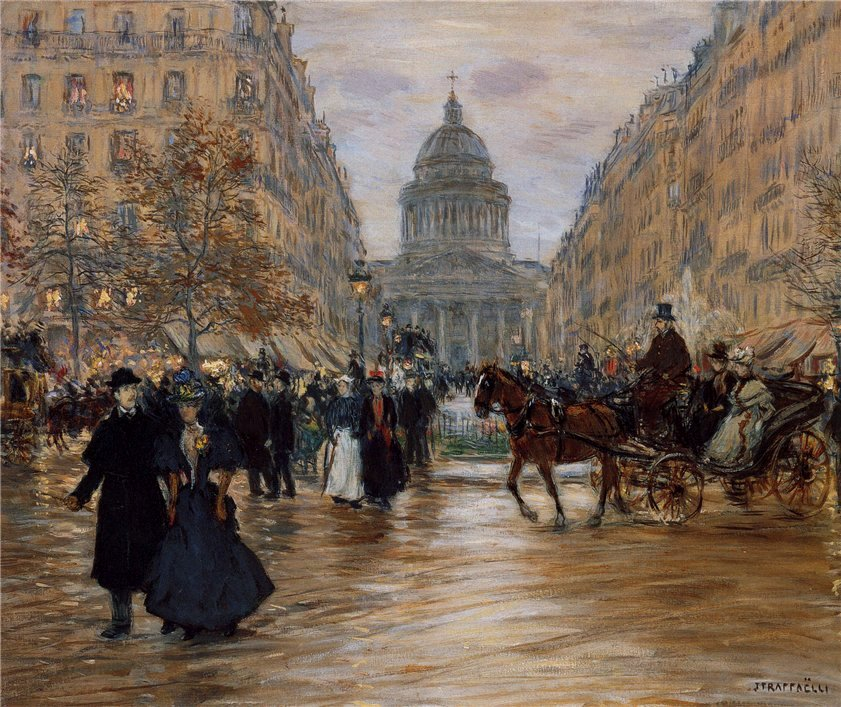
Boulevard Saint-Michel, 1918
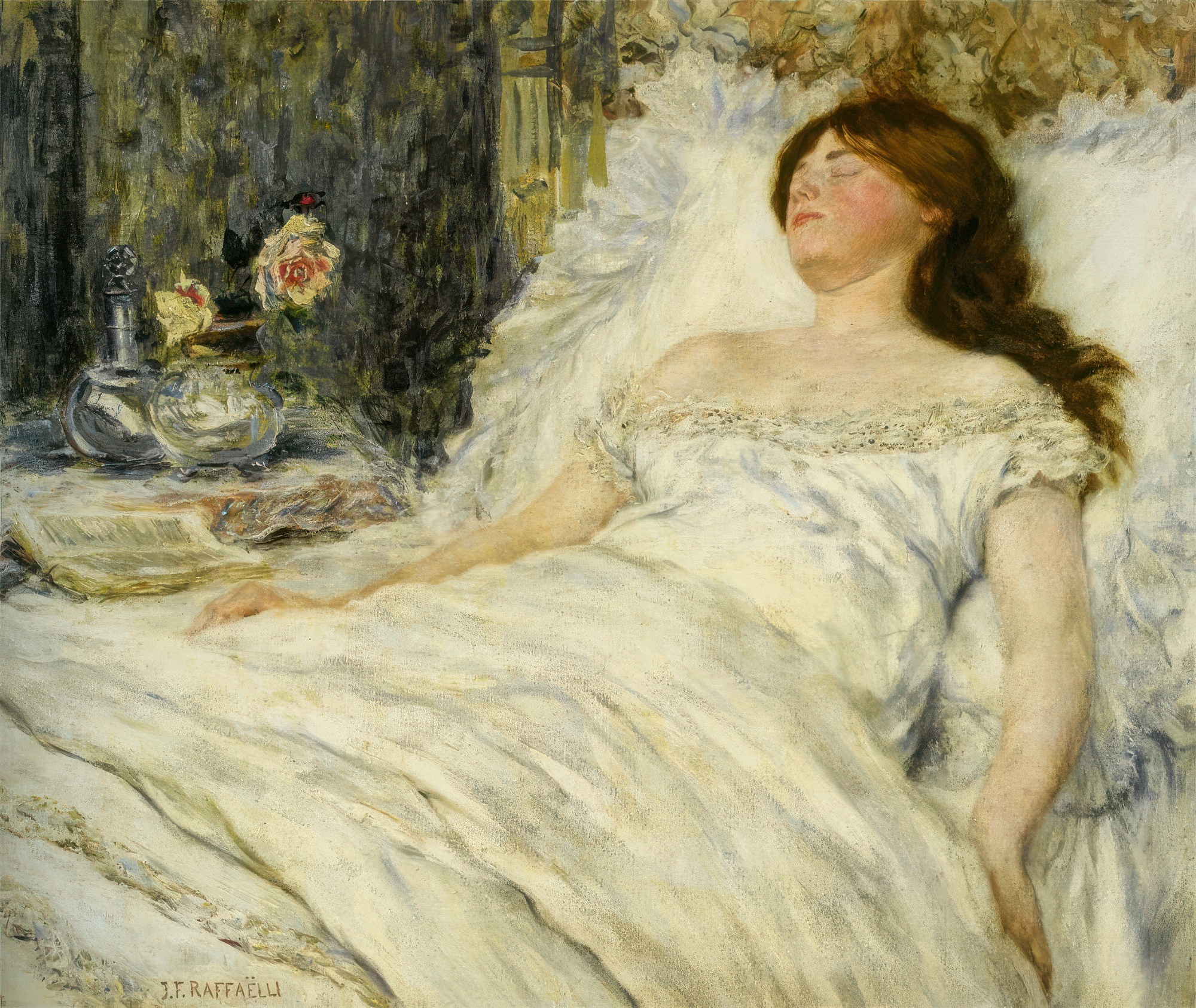
Die schlafende Schönheit, 1900
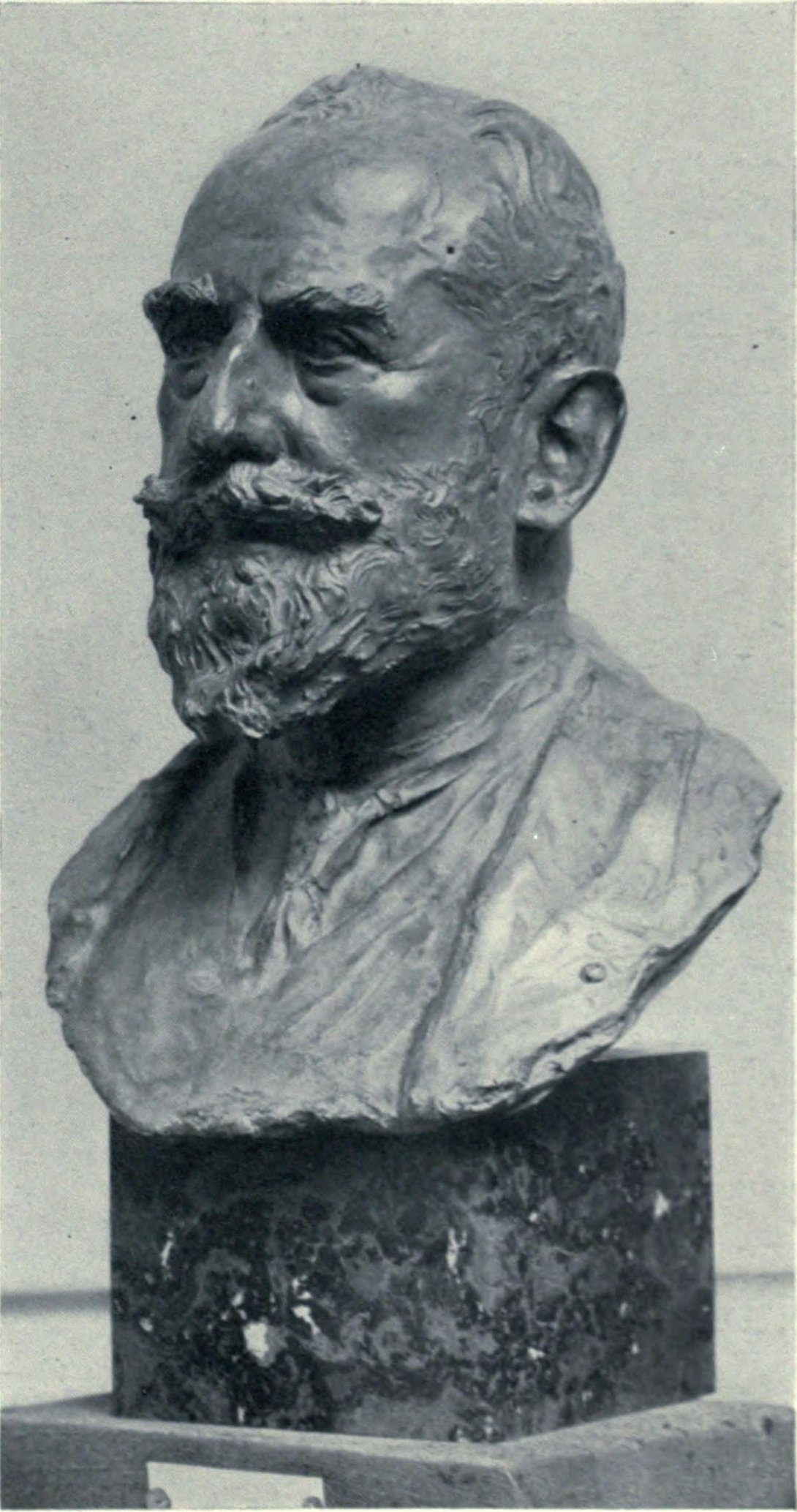
Büste von Raffaëlli zu Paul Paulin, 1912